# Pupin Telecom Beograd
Pupin Telecom Beograd (code BELEX : PTLK) est une entreprise serbe qui a son siège social à Zemun, un quartier de Belgrade, la capitale de la Serbie. Elle travaille principalement dans le domaine des télécommunications.

## Histoire
Le nom de Pupin Telecom est un hommage au physicien Mihajlo Pupin, qui améliora la transmission des communications téléphoniques sur les longues distances en plaçant des bobines de Pupin le long des câbles de communication[réf. nécessaire].
Pupin Telecom Beograd, sous le nom de Pupin Telecom Zemun, a été admise au libre marché de la Bourse de Belgrade le 3 septembre 2004 ; elle en a été exclue le 22 avril 2013 et a été admise au marché réglementé.

## Activités
Pupin Telecom travaille dans la conception et la production d'équipements électroniques, principalement dans le domaine des télécommunications. Elle propose notamment des commutateurs téléphoniques publics digitaux, des commutateurs réseaux, des systèmes de distribution de données par câble. Elle propose également des téléphones et des cabines téléphoniques, ainsi que toutes sortes d'autres produits liés à la téléphonie et à la péritéléphonie.
Elle possède trois filiales : Pupin Telecom DKTS, Pupin Telecom Datacom et Pupin Telecom ZPU.

## Données boursières
Le 20 juin 2013, l'action de Pupin Telecom Zemun valait 14 RSD (0,12 EUR). Elle a connu son cours le plus élevé, soit 1 650 RSD (14,40 EUR), le 17 février 2005 et son cours le plus bas, soit 14 RSD (0,12 EUR), le 20 juin 2013.
Le capital de Pupin Telecom est détenu à hauteur de 54,81 % par des entités légales, dont 24,73 % par Tender S.A. et 16,21 % par l'Akcionarski fond Beograd ; les personnes physiques représentent 39,45 % de l'ensemble.